# Айра (кальдера)
Айра (яп. 姶良カルデラ) — гигантская вулканическая кальдера, размером 17 × 23 км, расположенная в южной части острова Кюсю, Япония. Кальдера сформировалась в результате крупного извержения, которое произошло примерно 22-27 тыс. лет назад. Это извержение сопровождалось мощными пирокластическими потоками и отличалось огромным объёмом извергнутой тефры — порядка 400 км³, что соответствует 7 баллам по шкале вулканических извержений.
Внутри кальдеры расположены крупный японский город Кагосима и молодой вулкан Сакурадзима. Сакурадзима возник после образования кальдеры, примерно 13 тыс. лет назад. Сейчас этот вулкан, находящийся в северной части залива Кагосима, является одним из самых активных вулканов в Японии.

## Список вулканических объектов по алфавиту, входящих в комплекс Айра
| Название     | Название на английском | Тип                 | Высота (м.) |
| ------------ | ---------------------- | ------------------- | ----------- |
| Вакамико     | Wakamiko               | Кальдера            | -77         |
| Гонгэн-яма   | Gongen-yama            | Вулканический купол |             |
| Юнохира      | Yunohira               | Вулканический купол | 376         |
| Кита-дакэ    | Kita-dake              | Кратер              | 1050        |
| Минами-дакэ  | Minami-dake            | Кратер              | 850         |
| Набэ-яма     | Nabe-yama              | Вулканический конус |             |
| Нака-дакэ    | Naka-dake              | Стратовулкан        | 1110        |
| Окисэ        | Okise                  | Вулканический конус |             |
| Сакурадзима  | Sakura-jima            | Стратовулкан        | 1117        |
| Тагири       | Tagiri                 | Вулканический конус |             |
| Фурихата-яма | Furihata-yama          | Вулканический купол | неизвестно  |
| Харута-яма   | Haruta-yama            | Вулканический купол |             |
| Хикинохира   | Hikinohira             | Вулканический купол | 565         |
| Хирасэ       | Hirase                 | Конус               | 68          |
| Сёва         | Showa                  | кратер              | 800         |